# Șivacevo
Șivacevo (în bulgară Шивачево) este un oraș în comuna Tvărdița, regiunea Sliven,  Bulgaria. 

## Demografie
Componența etnică a orașului Șivacevo
     Bulgari (63,51%)
     Romi (27,02%)
     Nicio identificare (8,49%)
     Altele (1,23%)
La recensământul din 2011, populația orașului Șivacevo era de 3.648 locuitori. Din punct de vedere etnic, majoritatea locuitorilor (63,51%) erau bulgari, cu o minoritate de romi (27,02%). Pentru 8,49% din locuitori nu este cunoscută apartenența etnică.